# За мрією
«За мрією» (англ. Teen Spirit) — дебютна як режисера Макса Мінгелла музична драматична стрічка з Ель Феннінг, Ребеккою Голл і Златко Бурічем у головних ролях. Світова прем'єра стрічки відбулась на Міжнародному кінофестивалі в Торонто 7 вересня 2018 року.

## Сюжет
Школярка Вайолет виросла у невеличкому містечку на узбережжі Англії в родині польських іммігрантів. Весь час вона зайнята навчанням, роботою, допомогою мамі, вона мало часу проводить з однолітками. Найбільше її захоплення — музика. Зазвичай Вайолет співала у місцевих барах і зрідка чула оплески. Її талант помітив один з відвідувачів, а у минулому оперний співак, який вирішує допомогти, щоб дівчина виступила на конкурсі талантів. Вона отримує шалений успіх, а з ним небезпечні спокуси.

## У ролях
| Актор              | Роль      |
| ------------------ | --------- |
| Ель Феннінг        | Вайолет   |
| Ребекка Голл       | Джулс     |
| Златко Бурич       | Влад      |
| Агнешка Гроховська | Марла     |
| Міллі Брейді       | Анастасія |
| Олів Грей          | Ліза      |
| Джордан Стівенс    | Ролло     |
| Клара Ругаард      | Роксі     |
| Урсула Голлідей    | Луїза     |
| Арчі Мадекве       | Люк       |

## Створення фільму

### Виробництво
30 січня стало відомо, що Макс Мінгелла стане режисером стрічки, яку буде знімати за власним сценарієм. Зйомки фільму проходили в Лондоні.

### Знімальна група
- Кінорежисер — Макс Мінгелла
- Сценарист — Макс Мінгелла
- Кінопродюсер — Фред Бергер
- Композитор — Маріус де Вріз
- Кінооператор — Отем Дюральд
- Кіномонтаж — Кем Мак-Лохлін
- Художник-постановник — Кейв Квінн
- Артдиректор — Том Коатс, Кейт Гаян
- Художник-костюмер — Міррен Гордон-Крозіер
- Підбір акторів — Джулі Гаркін[5]

## Сприйняття
Фільм отримав переважно схвальні відгуки. На сайті Rotten Tomatoes оцінка стрічки становить 72 % на основі 103 відгуки від критиків (середня оцінка 6,2/10) і 80 % від глядачів із середньою оцінкою 4,0/5 (83 голоси). Фільму зарахований «стиглий помідор» від кінокритиків та «попкорн» від глядачів, Internet Movie Database — 7,1/10 (1 930 голосів), Metacritic — 57/100 (24 відгуки критиків) і 5,0/10 (8 відгуків від глядачів).